# サムスン県
サムスン県（サムスンけん、トルコ語: Samsun ili）は、トルコ、黒海地方の県。黒海の海岸に位置しており、黒海地方中部に位置している。東から時計回りにオルドゥ、トカット、アマスィヤ、チョルム、スィノプの各県と接している。サムスン大都市自治体とは同一の範囲であり、トルコでも最大級の都市で黒海沿岸で最もにぎわっている港である。

## 自治体
サムスン県には17の自治体が属している。
- オン・ドクズ・マユス（19 Mayıs、5月19日）
- アラチャム（Alaçam）
- アサルジュク（Asarcık）
- アタクム（Atakum）
- アイヴァジュク（Ayvacık）
- バフラ（Bafra）
- ジャニク（Canik）
- チャルシャンバ（Çarşamba）
- ハヴザ（Havza）
- イルカドゥム（İlkadım）
- カヴァク（Kavak）
- ラディク（Ladik）
- サルパザル（Salıpazarı）
- テッケキョイ（Tekkeköy）
- テルメ（Terme）
- ヴェズィルキョプリュ（Vezirköprü）
- ヤカケント（Yakakent）

## 歴史
トルコ共和国の創設者、ムスタファ・ケマル・アタトゥルクは1919年5月19日、この地でトルコ独立戦争を始めた。
1993年、サムスン市は大都市自治体に指定されたが、2012年にサムスン県全域がサムスン大都市自治体として指定され現在に至る。